# Centro Comercial Santafé (Bogotá)
El Centro Comercial Santafé está localizado en la ciudad de Bogotá, Colombia. Es el tercer centro comercial más grande del país en cuanto a espacio comercial después de Centro Mayor y VIVA Envigado, inaugurado el 13 de mayo de 2006. Cuenta con un área de 244.000 metros cuadrados, distribuidos en unos 572 locales en tres plantas (incluyendo una plazoleta de comidas con 26 locales y 1.500 sillas) y 10 salas de cine.
El nuevo espacio, que contiene un área de 244.857 metros cuadrados, suma por lo menos 45 locales y 110 nuevas oficinas para multinacionales. Tiene cuatro mil cien espacios de estacionamientos. También cuenta con un auditorio. Actualmente es el quinto centro comercial más grande de Latinoamérica, superado por Shopping Aricanduva en la ciudad de São Paulo, Brasil.
El centro comercial está en la localidad de Suba, al norte de Bogotá, sobre la Autopista Norte con Avenida San Antonio, costado occidental. Allí se construyó un puente vehicular financiado por la constructora del centro comercial. Tiene acceso por los buses de los municipios aledaños de la ciudad, por la ruta alimentadora del sistema TransMilenio proveniente del Portal Norte y de la Estación Calle 187 de TransMilenio.

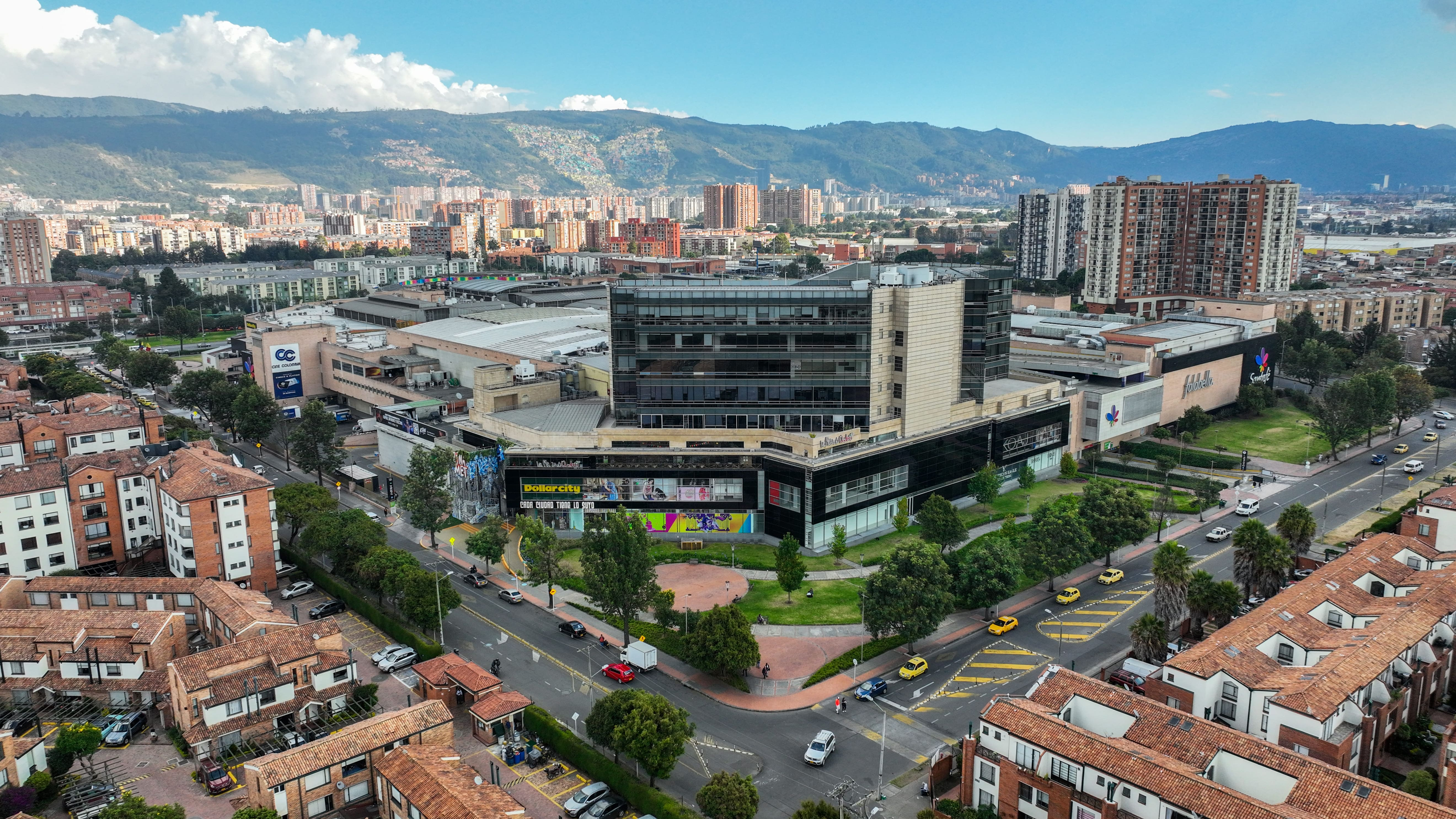

## Grandes almacenes
El centro comercial se divide en ocho plazas: Plaza Colombia, Plaza Venezuela, Plaza Ecuador, Plaza Perú, Plaza Francia, Plaza Italia y Plaza Brasil y la Zona MET. Tiene tres pisos, en cuanto a estacionamiento tiene dos sótanos y una torre de parqueadero.
```
<div class="thumb tnone" style="margin-left: auto; margin-right:auto; margin-top:20px; overflow:hidden; width:auto; max-width:
Expresión errónea: carácter de puntuación «{» desconocido.
px;">
```